# Dioscorea elephantipes
Espèce
Classification APG III (2009)
Dioscorea elephantipes est une espèce de plantes tubéreuses du genre Dioscorea, qui contient aussi les ignames, dans la famille des Dioscoreaceae. Elle est originaire du sud-ouest de l'Afrique du Sud, incluant la région du Cap.
Elle est surnommée Pied d'éléphant en raison de sa grosse tige tubéreuse, qui croît très lentement, mais peut atteindre une taille considérable, jusqu'à 3 m de circonférence et 1 m de hauteur.
Elle est riche en amidon, d'où son autre surnom de Pain des Hottentots. Sur l'extérieur, elle est couverte de plaques d'écorces épaisses et dures. Elle développe des tiges grimpantes munies de feuilles qui tombent à la saison sèche.

## Synonyme
- Testudinaria elephantipes